# ÖBB X534
Die Bahndienstfahrzeuge der ÖBB-Reihe X534 sind zweiachsige, dieselelektrisch angetriebene Motorturmwagen mit kurzem Vorbau.

## Geschichte
In den 1960er Jahren benötigten die Österreichischen Bundesbahnen neue Bahndienstfahrzeuge. Bei deren Konzipierung orientierten sich die ÖBB an den bisher gebauten Turmwagen-Baureihen. Das Resultat war die Reihe X534, die auf Basis der Reihe ÖBB X532 zu einer der meist gebauten Standardtypen weiterentwickelt wurde. Für den mechanischen Teil waren die Firmen Tobisch, Knotz und zum Schluss die Lohner-Werke (heute Bombardier Wien) zuständig, der elektrische Teil wurde von der Firma Brown-Boveri (später Asea Brown Boveri) geliefert. Von 1963 bis 1983 wurden insgesamt 82 Exemplare beschafft, die als X534.01 bis 82 in den Bestand aufgenommen wurden. Im Jahre 1988 erfolgte der Umbau von X534.78ː Das Fahrzeug erhielt einen Ruthmann-Hubsteiger und wurde fortan als X534.101 bezeichnet.

## Konstruktion
Der Rahmen in geschweißter Ausführung sowie der Kastenaufbau wurden wie bei der Vorgängerbaureihe X532 aus Formstahl und Blechen hergestellt. Der aus einem großen Arbeitsraum (größer als jener der Vorgängerbaureihe) und dem Führerstand mit dem anschließenden Vorbau bestehende Kasten stützt sich mittels Blattfedern auf beide Achsen ab. Das Dach des Fahrzeugs trägt einen Erdungsbügel sowie eine Hebebühne.

## Technische Merkmale
Zur Kraftübertragung auf die hintere Achse sowie zur Versorgung der Arbeitsgeräte werden ein MAN-Dieselmotor (ursprünglich ein Motor JW-200 der Jenbacher Werke) sowie ein 106 kW-Generator genutzt. Der Antrieb der zweiachsigen Fahrzeuge erfolgt dieselelektrisch. Ab der Ordnungsnummer X534.70 weisen die Fahrzeuge eine um 25 kW höhere Dauerleistung auf.

## Einsatz
Von den ursprünglich 82 Fahrzeugen waren 2012 noch 25 im Bestand der ÖBB. Das letzte bei den ÖBB in Betrieb befindliche Exemplar, X534.71, wurde mit 11. Juli 2024 in Selzthal verabschiedet und ins Werk Knittelfeld gebracht, wo es ausgemustert wurde. Einige Fahrzeuge dieser Reihe sind noch bei privaten Eisenbahnunternehmen anzutreffen.